# Сендичи
Сендичи (серб. Сендићи / Sendići) — село в общине Вишеград Республики Сербской Боснии и Герцеговины. В настоящее время село необитаемо.